# Украина Трофи
Украина Трофи (англ. Ukraine Trophy) — международный внедорожный трофи-рейд, проводящийся на Украине в 6-ти категориях.

## История турнира
Украина Трофи — это наиболее протяженные автомобильные соревнования на территории страны, в 2012-м попавшие в Книгу рекордов Украины в категориях "Самый протяженный ралли-рейд на территории Украины на автомобилях и квадроциклах — «Baja 1000» и «Самое протяженное автомобильное соревнование на территории Украины — „Ukraine Trophy“».
Первый трофи-марафон «Ukraine Trophy» состоялся в июле 2011 года. Маршруты «Ukraine Trophy» получили одобрение министерства экологии и согласованы с Государственным агентством лесных ресурсов Украины.

### Ukraine Trophy 2012
Ukraine Trophy 2012 проходил по тому же маршруту, что и в 2011 году.
Результаты турнира

Группа ТР-1:

1 место — Коваленко Эрнест и Кравченко Родионов 

2 место — Косионов Вадим и Павленко Дмитрий 

3 место — Косионов Дмитрий и Тарсюк Сергей 

Группа ТР-2:

1 место — Алексей Конохови Сергей Безуглый 

2 место — Юрий Сальков и Виталий Лавро

3 место — Сергей Ершов и Андрей Бурахович

Группа ТР-3:

1 место — Олег Тригуба и Роман Горбаченко

2 место — Александр Михайлов и Роман Опаленов

3 место — Чехута Валерий и Филиппский Андрей

Группа Open 33:

1 место — Улезко Дмитрий и Семка Сергей

2 место — Свирипа Леонид и Чёрный Руслан

3 место — Алексей Яценко и Александр Макаренко

Группа ATV:

1 место — Андрей Хорошевский и Роман Балыкин 

2 место — Павел Литвинов и Виталий Новицкий

3 место — Иван Позняк и Владислав Позняк 

Группа UTV:

1 место — Денис Халаимов и Виталий Монастырев 

2 место — Алексей Резников и Михаил Ерш 

3 место — Александр Пархоменко и Геннадий Пархоменко 

Группа Туризм:

1 место — Сергей Волик и Антон Чудайкин

2 место — Ярослав Конта и Павел Гончаров 

3 место — Игорь Васильев и Алексей Драганов

Группа Туризм-ATV:

1 место — Алексей Горащенко и Сергей Малик

2 место — Анатолий Ливый и Валерий Иванов 

Командный зачет:

1 место- «Off-road Group» (Харьков)

2 место — «Ukraine Racing»(Киев)

3 место — «Направление» (Одесса)

4 место — «Мида-Трофи ОСОУ» (Запорожье)

### Ukraine Trophy 2013
29 июня — 4 июля прошел третий международный трофи-марафон Украина Трофи. Маршрут «Ukraine Trophy 2013» протяженностью более 1200 км проходил тремя областями — Киевской, Житомирской и Ровенской: Киев — Ясногородка — Овруч — Олевск — Сарны. Торжественный старт состоялся 29 июня на Майдане Незалежности. Отправилось более 100 экипажей на стандартных и модифицированных внедорожных автомобилях, на квадроциклах и багги. 

Впервые в рейде участвовал наблюдатель — эколог, а все экипажи подписали Кодекс экологической ответственности, регламентирующий поведение автогонщиков во время соревнований. 

Результаты турнира

Группа ТР-1:

1 место — Косинов Дмитрий и Тарасюк Сергей 

2 место — Брусенцов Владимир и Корниенко Виталий 

3 место — Кучер Андрей и Мухопад Виталий 

Группа ТР-2:

1 место — Ершов Сергей и Бурахович Андрей 

2 место — Сальков Юрий и Лавро Виталий 

3 место — Гуртовой Александр и Ковалев Александр 

Группа ТР-3:

1 место — Подолянка Александр и Седаков Алексей 

2 место — Михайлов Александр и Арсланова Мария 

3 место — Тригуба Олег и Горбаченко Роман 

Группа Open 33:

1 место — Улезко Дмитрий и Сёмка Сергей

2 место — Панишев Андрей и Монастырев Виталий 

3 место — Рахмайлов Евгений и Семенов Сергей 

Группа ATV:

1 место — Литвинов Павел и Новицкий Виталий 

2 место — Позняк Иван и Позняк Владислав 

3 место — Лохман Игорь и Орловский Денис 

Группа UTV:

1 место — Резников Алексей и Ерш Михаил 

2 место — Пархоменко Александр и Пархоменко Генадий

3 место — Исаев Герман и Сильченков Денис 

Группа Туризм:

1 место — Скалецкий Сергей и Скалецкая Людмила 

2 место- Наумова Наталья и Бельский Владимир 

3 место — Слюсаренко Валерий и Ковтун Андрей 

Группа Туризм-мото:

1 место — Казанцев Владимир и Степанец Юрий 

2 место — Логвиненко Сергей и Логвиненко Александр 

Командный зачет:

1 место -Ukraine Racing (Киев)

2 место -Off road Group (Харьков)

3 место -Мида-Трофи (Запорожье)

## Организаторы турнира
- Ассоциация развития внедорожных видов спорта — президент Ассоциации, руководитель комитета по трофи-рейдам ФАУ Сергей Осадчий;
- Национальный олимпийский комитет Украины — президент Сергей Бубка;
- Автомобильная Федерация Украины — член Президиума Виктор Янукович.

## Экологическая ответственность
Маршрут «Украина Трофи» пролегает рядом с 3 заповедниками: Полесским, Ровненским и Шацким. Кроме общей экологической дисциплины, регламент обязывает всех участников соревнований строго придерживаться таких правил на любом участке маршрута: все транспортные средства — участники соревнований имеют право заправляться топливом только на стационарных АЗС. Обязательное использование корозащитного покрытия (стропа) — плоского, неэластичного ремня шириной не менее 50 мм и длинной от 2 — 2,5 м, что гарантирует сохранение целостности коры деревьев, на которые, при необходимости, крепятся тросы лебедки. 
- Обязательное использование специального коврика во время ремонта транспортного средства — коврик стелится под транспортное средство, чтобы избежать любого пролития масла, бензина, другой жидкости на грунт.
- Учитывая, что практически вся дистанция гонки проходит по бездорожью, фактор давления автомобилей и квадроциклов на грунт является достаточно актуальным. Все виды транспортных средств, которые принимают участие в соревновании, имеют резину увеличенных размеров и уменьшенный вес. Это дает возможность уменьшить давление на грунт в 2-4 раза по сравнению с серийными легковушками.
- Во время соревнований строго запрещено мыть транспортные средства в каких-либо водоемах. Организатор специально предусмотрел передвижную мойку в каждом лагере.
- Все участники соревнований традиционно оплачивают экологический взнос за право проезда по территориям заповедников. А участникам «Украина Трофи» организаторы также предложили дополнительно сделать добровольный благотворительный взнос на счет Шацкого Национально Парка.